# Robert Vertenueil
Robert Vertenueil (Sint-Joost-ten-Node, 14 mei 1965) is een Belgisch syndicalist voor het ABVV.

## Levensloop
Vertenueil groeide op in Quaregnon. Zijn moeder was Duits en zijn vader afkomstig uit de Borinage. Hij doorliep zijn studies industriële wetenschappen aan het Institut Provincial d’Enseignement Technique Scientifique Industriel. Vervolgens ging hij 1987 aan de slag bij de Mutualité Socialiste du Brabant Wallon (MSBW). In 1990 werd hij aangesteld als algemeen secretaris van de Confédération des Jeunesses Socialistes (CJS). In 1988 nam hij deel aan de gemeenteraadsverkiezingen op de kieslijst van de PS te Nijvel. hij werd niet verkozen. In 1992 keerde hij terug naar de MSBW, alwaar hij actief werd als directie-attaché. 
In 1994 nam hij opnieuw deel aan de lokale verkiezingen in Nijvel en ditmaal werd hij verkozen tot gemeenteraadslid. Hij bekleedde dit mandaat tot 2012. In 2002 maakte hij de overstap van de MSBW naar de Algemene Centrale (AC), alwaar hij adjunct-secretaris voor het Gewest Waals-Brabant werd. In 2006 werd hij gewestelijk secretaris voor deze regio binnen de AC. Vervolgens werd hij federaal secretaris (2008) en algemeen secretaris (2015) van deze vakcentrale.
Op 9 juni 2017 volgde hij Marc Goblet op als voorzitter van het Waals ABVV en algemeen secretaris van het ABVV.
In juni 2018 werd hij voorzitter van het ABVV, in opvolging van Rudy De Leeuw. Na een ontmoeting met MR-voorzitter Georges-Louis Bouchez in juni 2020 verloor Vertenueil het vertrouwen van de Waalse ABVV-achterban. Op 9 juni 2020 werd hij voorlopig opgevolgd door algemeen secretaris van het Waals ABVV, Thierry Bodson.